# Ögonflugor
Ögonflugor (Pipunculidae) är en familj i insektsordningen tvåvingar som hör till underordningen flugor. Ögonflugor är oftast små flugor, men de utmärker sig genom sina mycket stora ögon som täcker nästan hela huvudet. Som larver lever ögonflugor som parasiter på stritar, med undantag av släktet Nephrocerus vars larver parasiterar på harkrankar.
Det finns över 1 300 beskrivna arter av ögonflugor världen över. Det tros finnas många obeskrivna arter, och det totala antalet arter har uppskattats uppgå till över 2 500 arter. I Sverige finns 88 arter.

## Kännetecken
Ögonflugor är oftast små flugor, med en kroppslängd från 2 till 5 millimeter, men det finns en del som är större som släktet Nephrocerus som är upp till 10-12 millimeter. Huvudet är halvklotformat eller nästan klotrunt. Flugornas stora fasettögon tar upp nästan hela huvudet, särskilt hos hanarna där fasettögonen möts eller nästan möts vid pannan. Hos honor skiljs fasettögonen åt av en smal rand vid panna. Tre små punktögon finns längst bak på pannan. Antennerna är små och treledade. På tredje ledens ovansida finns ett kraftigt antennborst (arista). Mundelarna är små. Vingarna är proportionellt sett långa, längre än kroppen, och relativt smala.
Det är ofta svårt att artbestämma ögonflugor då många arter är små och svarta och ganska lika varandra. För säker bestämning behövs detaljerade studier, helst av både en hane och en hona. Honorna har ett äggläggningsrör på bakkroppen vars form ofta är användbar som artskiljande karaktär. Mellan hanarna finns artskillnader i detaljer i parningsorganen.

## Levnadssätt
Ögonflugornas larver är parasiter som lever inuti sin värd och förtär dess inre organ tills värden slutligen dör. Alla ögonflugor där man känner till larvernas värdorganism parasiterar på stritar, med undantag av släktet Nephrocerus som parasiterar på harkrankar.
Honorna lägger ägg i nymfer eller vuxna insekter (imago) av värdinsekten genom att sticka in sitt äggläggningsrör i dem. Bara ett ägg läggs i varje värdinsekt. Hos vissa arter av ögonflugor griper honan då hon upptäckt en lämplig värdinsekt för larven tag i denna och utför äggläggningen i flykten. Andra arters honor landar och lägger ägg i värdinsekten och lämnar den där de fann den. De flesta arter av ögonflugor har mer än en möjlig värdart, men uppvisar ett specifikt föredraget urval av värdarter, vanligen närbesläktade.
När larven kläcks börjar den äta upp sin värd inifrån. Då värden till slut dör är larven fullväxt och lämnar det tomma skal som är allt som återstår av värden för att förpuppa sig. Förpuppningen sker vanligen i jorden eller markens förna, men kan sällsynt även ske fäst vid ett blad.
Ögonflugor trivs omkring vegetation. De har ett flygsätt som påminner om det hos blomflugor. Precis som blomflugor har ögonflugor högt utvecklad flygförmåga och kan konsten att sväva (hovra) så att de närmast står stilla i luften. Blomflugorna är också ögonflugornas närmaste släktingar då ögonflugor och blomflugor bildar en överfamilj, Syrphoidea.